# ショットキー欠陥

NaCl構造内のショットキー欠陥

ショットキー欠陥（ショットキーけっかん、英語: schottky defect）とは、結晶中において、格子点イオンが結晶の外に出た後に空孔が残った欠陥のこと。アルカリハライド結晶（NaCl、RbI、CsI など）にて観察される。ショットキー欠陥の生成により、密度が変化するが、電気伝導性は増加しない。その名はヴァルター・ショットキーにちなむ。
ショットキー欠陥の欠陥密度の式表現は、熱力学で知られているボルツマン分布や、より正確には統計力学のフェルミ・ディラック分布で表現される。
具体的に、ボルツマン分布で近似した場合、ショットキー欠陥の密度式は、以下のような式になる。
{\displaystyle C=A\exp({\frac {-E_{f}}{kT}})}
ただし
{\displaystyle C}：欠陥密度
{\displaystyle A}：比例定数
{\displaystyle E_{f}}：空孔の形成に必要なエネルギー。（一般に、物質の融点が低いほど、空孔形成エネルギーは小さい。）
{\displaystyle k}：ボルツマン係数
{\displaystyle T}：絶対温度。（ケルビン単位。）
である。